# Drepananthus angustipetalus
Drepananthus angustipetalus là loài thực vật có hoa thuộc họ Na. Loài này được Rui Jiang Wang và Richard M. K. Saunders mô tả khoa học đầu tiên năm 2006 dưới danh pháp Cyathocalyx angustipetalus.. Năm 2010 Surveswaran S. et al. chuyển nó sang chi Drepananthus.

## Phân bố
Tây bắc Borneo.